# Oxycera approximata
Oxycera approximata är en tvåvingeart som beskrevs av Malloch 1917. Oxycera approximata ingår i släktet Oxycera och familjen vapenflugor. Inga underarter finns listade i Catalogue of Life.